# Jevgenij Primakov
Jevgenij Maksimovič Primakov ((rus. Евге́ний Макси́мович Примако́в), Kijev 29. listopada 1929. — Moskva, 26. lipnja 2015.), bio je ruski političar, akademik, orijentalist i diplomat. Obnašao je dužnost ruskog premijera u periodu 1998-1999.
Primakov odrasta u Tbilisiju u Gruzijskoj SSR, i radi od 1956. – 1970 kao novinar i vanjski dopisnik specijaliziran za Srednji Istok za Pravdu. Bio je šef ruske obavještajne službe SVR 1991.— 1996, ministar vanjskih poslova 1996. – 1998. i premijer Rusije (kolovoz 1998. — svibanj 1999).
Primakov se u jesen 1999. kandidirao za predsjedničkog kandidata i vjerojatnog nasljednika Borisa Jeljcina. Kako je podrška Vladimiru Putinu brzo rasla, Primakov povlači kanditaturu, što je službeno objavio na TV-u, 4. veljače 2000., samo dva mjeseca prije predsjedničkih izbora.
Primakov je preminuo 26. lipnja 2015, u 86. godini života.